# Socialno podjetništvo
Socialno podjetništvo (tudi skupnostno podjetništvo) je spekter gospodarskih dejavnosti, ki niso niti del javnega niti del zasebnega sektorja, praviloma v lasti deležnikov, katerih primarni namen ni ustvarjanje dobička. Socialno podjetništvo spodbuja sodelovanje in skupna vlaganja ljudi, prostovoljno delo ter krepi družbeno solidarnost, predvsem pa išče inovativne poslovne rešitve za zaznane socialne, okoljske, gospodarske in druge probleme. Z odpiranjem dodatnih delovnih mest, kjer zaradi nizkega dobička zasebni sektor nima interesa in z zaposlovanjem ranljivih skupin na trgu dela (dolgotrajno brezposelne osebe, invalidi, starejši nezaposleni, ...) zagotavlja večanje družbene blaginje in bruto dodane sreče.
 Ker se na še nezadovoljene potrebe odzivajo z družbenimi inovacijami, socialna podjetja prispevajo k inteligentni rasti; ker upoštevajo svoj okoljski vpliv in dolgoročno vizijo, ustvarjajo trajnostno rast; ker se osredotočajo na človeka in socialno kohezijo, predstavljajo bistvo vključujoče rasti. Smisel njihovega obstoja je spodbujati družbene in gospodarske spremembe, ki prispevajo k uresničevanju ciljev strategije Evropa 2020 

## Načela in zahteve socialnega podjetništva
Zakon o socialnem podjetništvu (sprejet 7. marca 2011)  določa, da se v socialno podjetništvo lahko vključujejo nepridobitne pravne osebe, ki so ustanovljene na podlagi prostovoljne odločitve ustanoviteljev. Cilj pravnih oseb ni izključno pridobivanje dobička, pač pa so ustanovljene pretežno z namenom trajnega opravljanja dejavnosti socialnega podjetništva ali drugih dejavnosti z namenom zaposlovanja najbolj ranljivih skupin na trgu dela, s čimer se dosega javni interes. Zelo pomembno je tudi, da člani v njih delujejo prostovoljno ter da so pri upravljanju samostojne. Praviloma vključujejo tudi prostovoljno delo. Posamezni ustanovitelji ali lastniki pri odločanju nimajo prevladujočega vpliva, odločitve namreč sprejemajo vsi člani ne glede na delež vloženega kapitala, prav tako pa so v odločanje vključeni tudi deležniki. Dobiček, ki se ustvari v podjetju se ne deli med zaposlene, temveč je namenjen za dejavnost socialnega podjetništva ali druge nepridobitne namene. Zagotovljena mora biti preglednost in nadzor nad materialnim in finančnim poslovanjem. Predvsem pa morajo socialna podjetja trajno delovati v javno korist.

## Področja in dejavnosti socialnega podjetništva
Zakon o socialnem podjetništvu določa, da se dejavnosti socialnega podjetništva lahko opravljajo na področjih socialnega, družinskega varstva, varstva zdravja ter varstva invalidov; znanosti, raziskovanja, izobraževanja in vzgoje; zagotavljanja in organiziranja mladinskega dela; zagotavljanja socialne vključenosti, spodbujanja zaposlovanja in poklicnega usposabljanja oseb, ki so brezposelne ali jim grozi brezposelnosti. Dejavnosti socialnega podjetništva se opravljajo tudi na področjih ekološke proizvodnje hrane; ohranjanja narave, urejanja in varstva okolja in zaščite živali; spodbujanja uporabe obnovljivih virov energije in razvoja zelene ekonomije; turizma za osebe, ki jim življenjske razmere onemogočajo ali ovirajo dostop do turističnih storitev; trgovine za socialno ogrožene osebe; kulture, in ohranjanja kulturne, tehnične in naravne dediščine; amaterskega športa in telesne kulture; reševanja in zaščite ter na področjih spodbujanja razvoja lokalnih skupnosti in podpornih storitev za socialna podjetja. 

## Vrste socialnega podjetništva
Zakon o socialnem podjetništvu socialna podjetja razmejuje na dva tipa.
- Socialno podjetje tipa A lahko opravlja vse dejavnosti, ki so določene v Uredbi o opredelitvi dejavnosti socialnega podjetništva ter tudi ostale dejavnosti, ki niso opredeljene kot dejavnosti socialnega podjetništva, vendar pa mora iz dejavnosti socialnega podjetništva ustvarjati najmanj polovico svojih prihodkov.

- Socialno podjetje tipa B pa lahko opravlja katerokoli dejavnost, če s svojim poslovanjem ves čas omogoča zaposlovanje vsaj ene izmed ranljivih skupin na trgu dela, in sicer mora imeti vsaj eno tretjino takšnih delavcev izmed vseh zaposlenih.

## Socialno podjetništvo v EU
Za Evropsko unijo predstavlja socialna ekonomija zelo bistveno komponento evropskega ekonomskega modela in zelo pomembno aktivnost v promoviranju socialne kohezije in demokracije. Razvoj socialne ekonomije je v vsaki izmed držav EU potekal različno.
Evropska komisija je leta 1997 oblikovala t. i. »tretji sistem«, v katerega  so bile poleg kooperativ in t. i. skupnostnih organizacij vključena še različna društva in zveze ter neprofitne organizacije.

### Združeno kraljestvo
V Združenem kraljestvu ne obstaja posebna zakonodaja za socialna podjetja. Pri ustanavljanju takega podjetja je pomembno le, da delovanje in struktura takega podjetja sledi vladni strategiji, ki je bila izdelana leta 2002 – »Social Enterprise: A Strategy for Success«.
Socialna podjetja delujejo na socialnih in okoljskih področjih v vseh delih gospodarstva in pri tem vključujejo podjetja lokalnih skupnosti, socialne firme, organizacije kot so kooperative in organizacije večjega obsega, ki delujejo nacionalno ali mednarodno. Socialna podjetja v Veliki Britaniji se lahko registrirajo na osnovi Zakona o družbah (Company law) in Zakona o obrtnih in podpornih društvih (Industrial and Provident Society Law). V okviru teh dveh zakonov lahko prevzamejo eno izmed naslednjih pravnih oblik:
- Obrtno in podporno društvo
- Družba z omejeno odgovornostjo
- Delniška družba

### Italija
V Italiji je pravna oblika socialnega podjetja t. i. socialna kooperativa, vendar pa se med socialna podjetja po navadi uvrščajo tudi prostovoljna združenja, skladi, socialna in kulturna združenja in nevladne organizacije.
Upravičenci socialne ekonomije so v Italiji vse osebe z omejitvami – sem poleg invalidov, starejših od 55 let, dolgotrajno brezposelne oseb in drugih spadajo tudi osebe s sistemskimi omejitvami oziroma težavami pri doseganju sprejemljivih standardov (odvisniki od različnih substanc, bivši zaporniki, osebe s pomanjkljivimi delovnimi izkušnjami oz. z odsotnostjo le teh, osebe z zastarelimi znanji, imigranti in druge osebe, ki imajo težave na trgu dela).
Področje razvoja socialnih podjetij ureja krovni zakon 381/91, pri čimer pa moramo poudariti, da imajo regije možnost dodajanja svojih lastnih regijskih zakonov. Omenjeni zakon zagotavlja tudi davčne olajšave za socialna združenja.
Tudi v Italiji socialna podjetja delujejo v širokem spektru aktivnosti, ki se navadno nanašajo na socialne/humanitarne storitve, izobraževanje, zdravstveno nego, kulturo, rekreacijo, interesna združenja, turistične aktivnosti itd.

### Finska
Na Finskem socialna podjetja niso del socialne ekonomije, pač pa spadajo v podjetniški sektor. Socialno podjetje deluje zaradi dobička, proizvaja dobrine ali izvaja potrebne storitve na trgu, prav tako pa lahko deluje v vseh panogah.
Edini pogoj, da podjetje pridobi status socialnega podjetja je ta, da zaposluje najmanj 30% invalidov ali kombinacije invalidov in dolgotrajno brezposelnih, pri čimer so ta podjetja obravnavana enako kot ostala – izjema so le določene podpore pri zaposlovanju. Na primer višina subvencije za zaposlitev invalida ali dolgotrajno brezposelne osebe je enaka kot v drugih podjetjih, vendar pa je ta podpora subvencionirana dalj časa.
Pravne oblike, ki prevzemajo socialna podjetja na Finskem so predvsem družbe z omejeno odgovornostjo, skladi ter kooperative.